# Stierhöfstetten

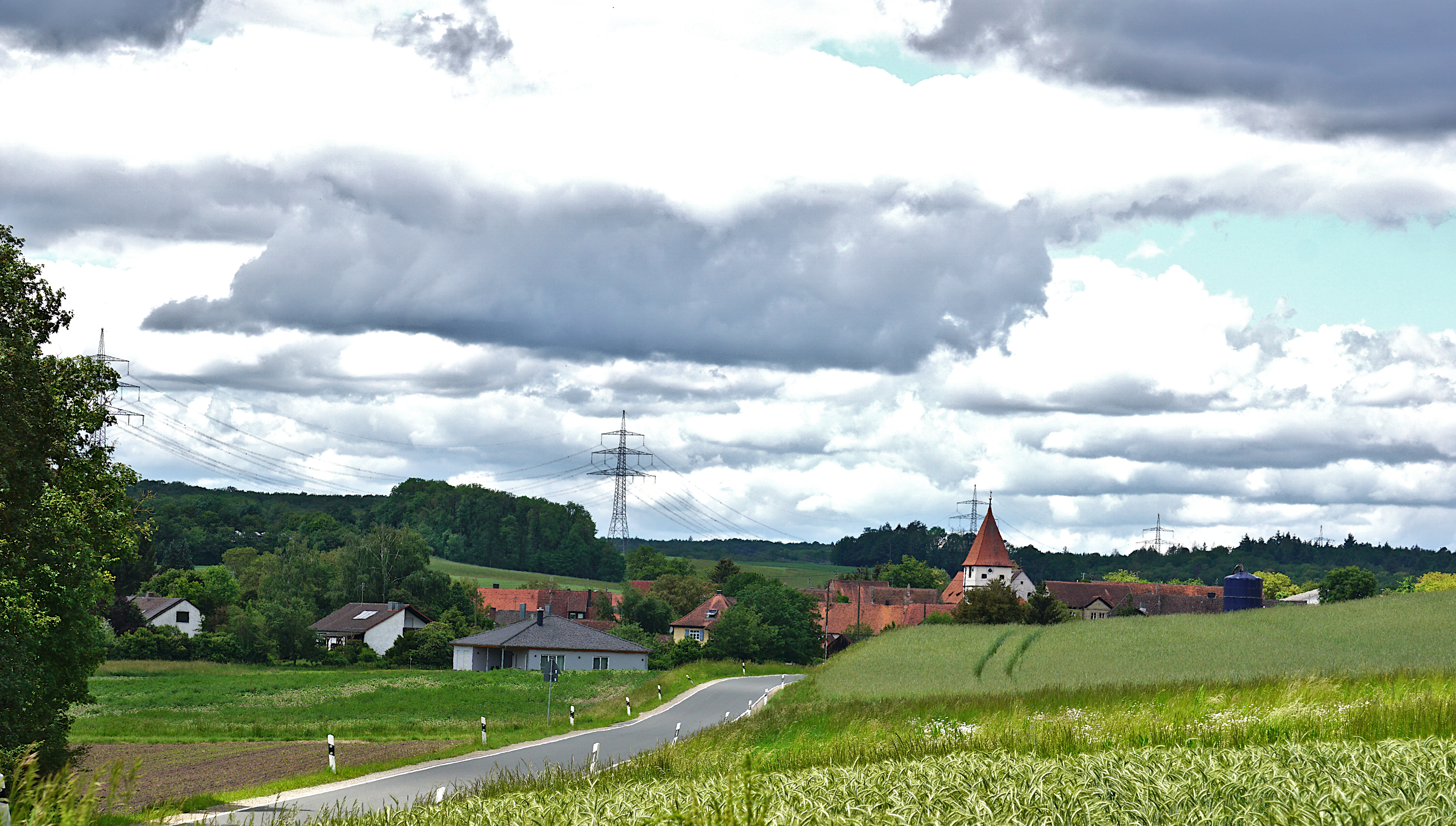
Blick aufs Dorf

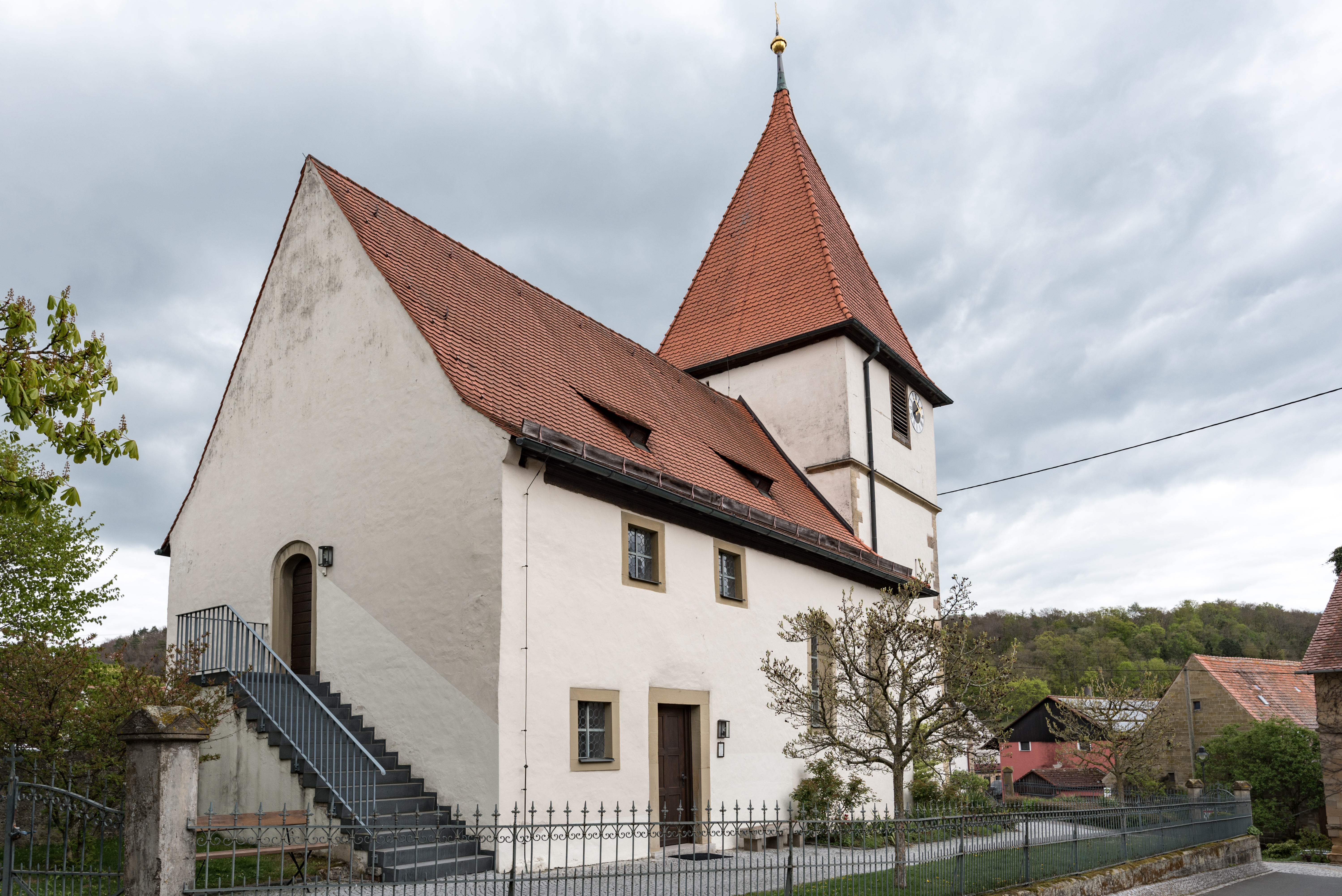
Evangelische Kirche St. Sixtus

Stierhöfstetten (fränkisch: Höschdi) ist ein Gemeindeteil des Marktes Oberscheinfeld im Landkreis Neustadt an der Aisch-Bad Windsheim (Mittelfranken, Bayern). Die Gemarkung Stierhöfstetten hat eine Fläche von 5,259 km². Sie ist in 403 Flurstücke aufgeteilt, die eine durchschnittliche Flurstücksfläche von 13050,34 m² haben. In ihr liegt neben dem namensgebenden Ort der Gemeindeteil Mannhof.

## Geografie
Im Kirchdorf fließen der Buchbach und der Schwarzbach zum Krettenbach zusammen, einem rechten Oberlauf der Scheine. Im Westen schließen Acker- und Grünflächen an; das Gelände ist flachhügelig. Im Osten steigt das Gelände zum Rote Hörnle an (445 m ü. NHN), einer Erhebung des Steigerwaldes. Die Staatsstraße 2421 führt nach Oberscheinfeld (2,2 km südöstlich) bzw. nach Greuth (4,4 km nordwestlich). Gemeindeverbindungsstraßen führen nach Krettenbach (0,9 km südlich) und nach Herper (1,1 nördlich).

## Geschichte
Der Ort wurde 1258 als „Hoestetten“ erstmals erwähnt. 1711 wurde der Ort erstmals „Stirnhöchstatt“ genannt. Der Zusatz ist der Familienname Sti(e)r, eine einflussreiche Bauernfamilie des Ortes. Das Hochgericht übte das bambergische Amt Oberscheinfeld aus. Gegen Ende des 18. Jahrhunderts gab es in Stierhöfstetten 26 Anwesen. Grundherren waren das brandenburg-ansbachische Kastenamt Castell- oder Kleinlangheim (18 Anwesen) und das Amt Oberscheinfeld (8 Anwesen).
Von 1797 bis 1808 unterstand der Ort dem preußischen Justizamt Markt Steft und Kammeramt Mainbernheim. Im Rahmen des Gemeindeedikts (frühes 19. Jahrhundert) entstand die Ruralgemeinde Stierhöfstetten mit den Orten Herper und Mannhof. Mannhof und Stierhöfstetten unterstanden in Verwaltung und Gerichtsbarkeit dem Landgericht Marktsteft, Herper dem Herrschaftsgericht Rüdenhausen. Ab 1852 gehörte Stierhöfstetten ohne Herper zum neu gebildeten Landgericht Scheinfeld, ab 1862 zum Bezirksamt Scheinfeld (1939 in Landkreis Scheinfeld umbenannt) und ab 1879 zum Rentamt Markt Bibart (1919–1929: Finanzamt Markt Bibart, von 1929 bis 1972: Finanzamt Neustadt an der Aisch, seit 1972: Finanzamt Uffenheim). Die Gerichtsbarkeit blieb bis 1879 beim Landgericht Scheinfeld, von 1880 bis 1973 war das Amtsgericht Scheinfeld zuständig, seitdem ist es das Amtsgericht Neustadt an der Aisch. Herper kam spätestens 1888 von der Gemeinde Wüstenfelden hinzu. Die Gemeinde hatte 1964 eine Gebietsfläche von 5,959 km². Am 1. Januar 1972 wurde Stierhöfstetten im Zuge der Gebietsreform in Bayern nach Oberscheinfeld eingemeindet.

### Baudenkmäler
In Stierhöfstetten gibt es acht Baudenkmäler:
- Dorfstraße 1: Wohnstallhaus
- Dorfstraße 4: Wohnhaus
- Greuther Straße 4: Wohnstallhaus
- Greuther Straße 6: Ehemaliges Gasthaus
- Kirchberg 2: Ehemaliges Wohnstallhaus
- Kirchberg 4: St. Sixtus, evangelische Kirche
- Wiesenweg 3: Wohnstallhaus, Nebengebäude und Einfriedung
- Grenzstein

Ehemalige Baudenkmäler
- Haus Nr. 12: Erdgeschossiges verputztes Wohnstallhaus mit Satteldach auf profiliertem Traufgesims. Im Wohnteil drei zu zwei Achsen, mit Fachwerkgiebel. Im Keilstein des steinernen Türrahmens auf der Traufseite bezeichnet „Herzog / 1838“. Die doppelten Klappläden der Fenster sind mit je einer Raute in Weiß und Braun bemalt und stammen aus der Erbauungszeit, ebenso wie die gefelderte zweiteilige Tür.[17]
- Haus Nr. 23: Gasthaus zur Linde. Giebelseitiges verputztes Wohnstallhaus, zweigeschossig, mit Halbwalmdach über zart profiliertem hölzernem Traufgesims. Erbaut im 18. Jahrhunderts Erdgeschoss massiv, modern verändert, Obergeschoss Fachwerk, mit drei Rechteckfenstern an der Giebel-, sechs an der Traufseite. Im Giebel zwei Mauerhaken als Monogramm „L J“. An der Giebelseite neuere Anbauten.[17]
- Haus Nr. 24: Zweigeschossiges Wohnhaus mit Halbwalmdach, wohl zweite Hälfte des 18. Jahrhunderts. Fenster im Erdgeschoss mit profilierten doppelt geohrten Hausteinrahmen. Über der traufseitigen Tür (Rahmen neu), Wappen der Grafen Castell, ebenso im Keilstein des mittleren Erdgeschossfensters der Giebelseite. Erdgeschoss verputztes Massivmauerwerk mit aufgemalter Quaderung in Analogie zum Quadermauerwerk des Obergeschosses, das wohl zusammen mit der Scheune 1837 erbaut wurde. Am Westende der Traufseite segmentbogiger Kellereingang, im Bogen bezeichnet „17 MH 1(?)8“. Das Geschoss darüber Fachwerk, 19. Jahrhunderts. Im Dach Schleppgaupe mit profiliertem Holzrahmen. Scheune aus Quadern, im Keilstein der segmentbogigen Tordurchfahrt bezeichnet „Louis / Schaezler / 1837“.[17]
- Haus Nr. 32: Ursprünglich erdgeschossiges verputztes Wohnstallhaus mit hohem Kellersockel aus Quadern. Die beiden ersten Fenster der Traufseite zum Gehöft hin mit geohrten und profilierten Hausteinrahmen und Sohlbank; der Keilstein des ersten mit Wappen der Grafen Castell, der des anderen bezeichnet „GMK / 1761“. Im Satteldach langer und kürzerer Hopfenladen übereinander. Die steinernen Torpfeiler zum Hof bezeichnet „Konrad Kolm / 1856“.[17]

### Bodendenkmäler
In der Gemarkung Stierhöfstetten gibt es ein Bodendenkmal.

### Einwohnerentwicklung
Gemeinde Stierhöfstetten
| Jahr      | 1829   | 1840   | 1852   | 1855   | 1861   | 1867   | 1871   | 1875   | 1880   | 1885   | 1890   | 1895   | 1900   | 1905   | 1910   | 1919   | 1925   | 1933   | 1939   | 1946   | 1950   | 1952   | 1961   | 1970   |
| Einwohner | 256    | 201    | 217    | 227    | 239    | 235    | 222    | 223    | 211    | 251    | 247    | 249    | 247    | 232    | 230    | 233    | 207    | 191    | 190    | 351    | 348    | 312    | 236    | 178    |
| Häuser    | 38     |        |        |        |        |        | 36     |        |        | 40     | 40     |        | 38     |        |        |        | 37     |        |        |        | 43     |        | 44     |        |
| Quelle    | [ 10 ] | [ 19 ] | [ 19 ] | [ 19 ] | [ 20 ] | [ 21 ] | [ 22 ] | [ 23 ] | [ 24 ] | [ 12 ] | [ 25 ] | [ 19 ] | [ 26 ] | [ 19 ] | [ 27 ] | [ 19 ] | [ 28 ] | [ 19 ] | [ 19 ] | [ 19 ] | [ 29 ] | [ 19 ] | [ 13 ] | [ 30 ] |

Ort Stierhöfstetten
| Jahr      | 001829 | 001840 | 001861 | 001871 | 001885 | 001900 | 001925 | 001950 | 001961 | 001970 | 001987 |
| Einwohner | 208    | 198    | 220    | 212    | 206    | 203    | 156    | 290    | 187    | 146    | 162    |
| Häuser    | 30     | 35     |        |        | 30     | 29     | 36     | 36     | 36     |        | 46     |
| Quelle    | [ 10 ] | [ 31 ] | [ 20 ] | [ 22 ] | [ 12 ] | [ 26 ] | [ 28 ] | [ 29 ] | [ 13 ] | [ 30 ] | [ 1 ]  |

## Religion
Stierhöfstetten ist Sitz der Pfarrei St. Sixtus, die seit der Reformation evangelisch-lutherisch ist.

## Persönlichkeiten
- Bartholomäus Dietwar (1592–1670), evangelisch-lutherischer Pfarrer und Autor einer Chronik über den Dreißigjährigen Krieg, Dietwar wirkte zwischen 1630 und 1632 als Pfarrer in Stierhöfstetten